# Bab Duri
Bab Duri (en persa: باب دوري‎, también romanizado como Bāb Dūrī )  es una aldea en el distrito rural de Dasht-e Khak, en el distrito central del condado de Zarand, provincia de Kerman, Irán. En el censo de 2006, su población era de 106 habitantes, en 26 familias.